# Palazzo Ferrajoli
Palazzo Ferrajoli (anche Palazzo Del Bufalo Niccolini) è un edificio di Roma, in piazza Colonna, nel rione Colonna.

## Storia
L'edificio si trova sul lato sud della piazza, vicino alla chiesa dei Santi Bartolomeo e Alessandro dei Bergamaschi. Il palazzo fu fatto erigere dalla famiglia romana Del Bufalo-Cancellieri sui loro terreni, che dettero il nome alla piazza durante tutto il XV secolo. Il primo restauro documentato del palazzo risale al 1548, probabilmente per opera dell'architetto Giacomo Della Porta, mentre tra il 1628 e il 1632 Francesco Paparelli gli conferisce l'aspetto odierno, anche se con un portone diverso dall'attuale e con due sole finestre sulla piazza.

Un uomo seduto al Caffè Ronzi & Singer nel 1912.

In seguito a un matrimonio il palazzo passa ai marchesi Niccolini di Pistoia nel 1728. Durante l'occupazione francese nel palazzo dimora il cardinale Joseph Fesch, ambasciatore francese a Roma e fratellastro di Maria Letizia Ramolino, dunque zio di Napoleone Bonaparte.  Nel 1850, venne acquistato dal Marchese Giuseppe Ferrajoli. Prima del 1849 il pianterreno ospitava un caffè celebre per essere luogo di ritrovo dei liberali. Durante la fine dell'Ottocento e l'inizio del Novecento ospitava invece il Caffè Ronzi e Singer, luogo di ritrovo per politici e diplomatici. Il caffè ha chiuso nel 1978. Il palazzo oggi è usato per cerimonie e occasioni di rappresentanza e ospita anche gli uffici romani delle regioni Friuli-Venezia Giulia e Valle d'Aosta.

## Architettura
Il prospetto del palazzo è diviso in tre parti con fasce bugnate, poste anche all'estremità della facciata. Sul piano ammezzato si trovano dieci finestre quadrate con cornice, mentre al primo piano ci sono undici finestre su marcapiano, delle quali una con balcone. Un secondo marcapiano divide le finestre del secondo piano, mentre all'ultimo piano queste sono ancora quadrate. Il cornicione è composto da mensole e rosoni, con lo stemma della famiglia Ferrajoli. Sul lato di via del Corso si trova un piano rialzato. Il prospetto è composto anche da alcuni balconcini e un balcone angolare del 1872. All'interno una fontana decora il cortile dell'ingresso, dove è posto uno stemma della famiglia Ferrajoli e una statua della dea romana Cerere, con un'altana con archi a tutto sesto.